# Hvězdlice
Hvězdlice (in tedesco Neu-Wieslitz) è un comune mercato della Repubblica Ceca facente parte del distretto di Vyškov, in Moravia Meridionale.